# 아시카리정
아시카리정(일본어: 芦刈町)은 일본 사가현 오기군에 있던 정이다. 2005년 3월 1일에, 오기군 4정과 합병해 오기시가 되었다. 

## 역사
- 1889년 4월 1일 - 정촌제 시행에 수반해 오기군 아시카리촌이 성립하였다.
- 1967년 4월 1일- 정으로 승격해 아시카리정이 되었다.
- 2005년 3월 1일 - 우시즈정·오기정·미카쓰키정과 신설합병, 시로 승격해 오기시가 되었다.